# Kuszeuka
Kuszeuka (biał. Кушэўка; ros. Кушевка, Kuszewka) – wieś na Białorusi, w obwodzie witebskim, w rejonie orszańskim, w sielsowiecie Barzdouka.